# Евгений Онегин (опера)
Вижте пояснителната страница за други значения на Евгений Онегин.
„Евгений Онегин“ (на руски: Евгений Онегин) е опера на Пьотър Илич Чайковски, оп. 24, в 3 действия (7 картини) по либрето върху романа в стихове „Евгений Онегин“ на Александър Пушкин. Наречена е от Чайковски лирически сцени и е замислена за млади изпълнители. Завършена е през 1878 г., за първи път се поставя през 1879 г. в Москва, в Малий театър. Първото представление в Болшой театър е през 1881 г. През 1958 г. се снима филм-опера със звездите на Болшой театър. Операта и днес продължава да е част от репертоара на световните оперни сцени и има аудио и видеозаписи на известни изпълнители и диригенти.

## История

### Създаване
Чайковски споделя в писмо до своя брат Модест, че идеята за създаването на операта „Евгений Онегин“ му дава оперната певица Елизавета Лавровская. В същото писмо описва и реакцията си – отначало скептична, но след размисъл се увлича и за една безсънна нощ подготвя „сценариум на прелестната опера с текста на Пушкин“. За работата над либретото по-нататък прибягва към помощта на поета Константин Шиловски, но все пак по-голямата част от текста на ариите е подготвена от самия композитор. Либретото се състои от поредица отделни епизоди на романа и адаптира пушкинския текст без да възпроизвежда подробностите на историята. Чайковски следва този подход, знаейки, че публиката е добре запозната с романа. Пише операта много бързо, успоредно с работата над посветената на Фон Мек Четвърта симфония. В писмото си до Николай Рубинщайн от 11 февруари 1878 съобщава за нейното пълно завършване. Операта е предназначена за млади певци и камерно изпълнение. Тревожи се, че сценичното представяне е ново и нетипично за тогавашния оперен жанр и урежда предварителното публикуване на клавира, за да запознае публиката с новата музиката. За представяне на голяма сцена Чайковски по-късно допълва операта.

### Първите представления
- 29 (17 по стар стил) март 1879 г., Малий театър, изпълнение на студенти на Московската консерватория, диригент Николай Рубинштейн.
- 23 (11 по стар сил) януари 1881 г., Болшой театър, диригент Енрико Бевиньани.
- 31(19 по стар сил) октомври 1884 г., Мариински театър, диригент Едуард Направник.
- 1895 г., Болшой театър, диригент Сергей Рахманинов.
- 18 (6 по стар стил) декември 1888 г., Прага, в превод на чешки, диригент Пьотър Чайковски
- 31(19 по стар стил) януари 1892 г., Хамбургска опера, диригент Густав Малер.
- 17 октомври 1892 г., театър Олимпик, Лондон, в превод на английски, диригент Хенри Вуд.
- 19 ноември 1897 г., Виена, диригент Густав Малер
- 24 март 1920 г., Метрополитън опера, Ню Йорк, изпълнена на италиански.

### Инструментация
- Дървени духови инструменти: пиколо, 2 флейти, 2 обоя, 2 кларинета (A и B), 2 фагота
- Медни духови инструменти: 4 валдхорни (F), 2 тромпета (F), 3 тромбона
- Струнни инструменти: цигулки, виоли, виолончела, контрабаси, арфа
- Перкусии: тимпани [5]

### Действащи лица и изпълнители
| Партия                                                                | Глас       | Премиера 29 март 1879 Диригент: Николай Рубинщайн (студентски спектакъл) Изпълнители | Премиера в Болшой театър 23 януари 1881 Диригент: Енрико Бевиньани Изпълнители |
| --------------------------------------------------------------------- | ---------- | ------------------------------------------------------------------------------------ | ------------------------------------------------------------------------------ |
| Ларина, господарка на имението                                        | мецосопран |                                                                                      | Мария Юневич                                                                   |
| Татяна, дъщеря на Ларина                                              | сопран     | Мария Климентова                                                                     | Елена Верни                                                                    |
| Олга, сестра на Татяна                                                | контраалт  | Александра Левицка                                                                   | Александра Крутикова                                                           |
| Филипевна, бавачка                                                    | мецосопран |                                                                                      | Матилда Винчи                                                                  |
| Евгений Онегин                                                        | баритон    | Сергей Гильов                                                                        | Павел Хохлов                                                                   |
| Ленски                                                                | тенор      | Михаил Медведев                                                                      | Дмитри Усатов                                                                  |
| Княз Гремин                                                           | бас        | Васили Махалов                                                                       | Абрам Абрамов                                                                  |
| Ротен командир                                                        | бас        | Васили Махалов                                                                       | Ото Фюрер                                                                      |
| Зарецки                                                               | бас        |                                                                                      | Людвиг Финоки                                                                  |
| Трике, французин                                                      | тенор      |                                                                                      | Антон Барцал                                                                   |
| Гильо, камериер                                                       | без думи   |                                                                                      |                                                                                |
| Хор, роли без думи:селяни, селянки, гости на бала, чифликчии, офицери |            |                                                                                      |                                                                                |

### Първо действие
Картина 1. Градината в имението на Ларина 

Вдовицата Ларина и бавачката Филипевна се намират в градината и слушат как дъщерите Татяна и Олга пеят. Влизат селяните, които празнуват приключването на жътвата и пеят песни. Татяна е погълната от четене, Олга се присъединява към празнуването. Филипевна съобщава за пристигането на гостите. Влизат годеникът на Олга, младият поет Ленски и неговият приятел Евгений Онегин, който идва от Санкт Петербург. Младите се разделят на двойки – Ленски и Олга, Онегин и Татяна. Онегин разказва за скуката в селото и за наследството от чичо си. Татяна вече е привлечена от него.

Картина 2. Стаята на Татяна

Татяна се приготвя за сън, но е много развълнувана и не може да заспи. Моли бавачката да разкаже за своята младост, признава, че е влюбена. Останала сама в стаята, пише писмо до Онегин. В него признава, че е влюбена в него. На сутринта моли бавачката да прати писмото на Онегин по своя внук.

Картина 3. Някъде в имението

Татяна очаква Онегин. Той идва и в отговор на писмото учтиво обяснява, че не заслужава любовта на Татяна, не е подходящ за семеен живот и че тя не бива така открито да споделя своите чувства.

### Второ действие
Картина 1. Бална зала в дома на Ларина

Празнува се именият ден на Татяна. Има много гости, сред които са Ленски и Онегин. Онегин, скучаещ и раздразнен, че Ленски го довел на досадното празненство, започва да ухажва лекомислената Олга. Ленски не може да скрие своята ревност, опитва се да се намеси, но на Олга ѝ харесва да флиртува с Онегин. Французинът мосю Трике пее куплети, посветени на именичката. Между Ленски и Онегин се разгаря свада, Ленски извиква Онегин на дуел. Присъстващите напразно се опитват да помирят двамата. Дуелът е насрочен на следващия ден.

Картина 2. Ранна сутрин край река

Ленски, придружен от своя секундант Зарецки, пристига първи на уреченото за дуела място. Докато чака Онегин, Ленски мисли за Олга, за изминалите хубави дни. Онегин води за секундант своя камериер. И двамата бивши приятели неохотно участват в дуела, но не могат да се откажат. Зарецки дава знак, Онегин стреля, Ленски пада мъртъв.

### Трето действие
Картина 1. Богат дом в Петербург

Онегин, завърнал се след години, прекарани в чужбина, присъства на бал. Той е поканен от своя стар приятел, княз Гремин, но се чувства самотен и мисли за своя празен живот. В съпругата на Гремин той с изненада разпознава Татяна. Князът разказва на Онегин за любовта си към Татяна и щастливия си живот. Гремин представя съпругата си на Онегин, Татяна спокойно го поздравява и се оттегля, а Онегин е проникнат от внезапно възникналите силни чувства към нея. Под тяхно действие той решава да ѝ пише и да иска среща.

Картина 2. Стая в дома на Гремин

Татяна чете писмото на Онегин. Тя с вълнение си спомня за чувствата си към него. Онегин влиза в стаята и разкрива своята любов към Татяна. Тя се пита, дали промяната в неговото отношение не се дължи на нейното високо положение в обществото. Онегин отрича и я убеждава в искреността си. Тя съжалява за пропуснатата възможност за щастие с него, признава, че все още го обича. Сега обаче е омъжена и ще остане вярна на своя съпруг. Напуска стаята въпреки молбите на Онегин. Той остава самотен и отчаян.

## Разпределение на сцени и изпълнения
Изпълнението на операта трае около 140 мин. Номерацията и темпото са според публикацията от 1891 г. .
|              |           |         | Интродукция Анданте кон мото                 |                                                                        |
| Действие I   | Картина 1 | No. 1   | Дует Анданте кон мото                        | Слыхали ль вы Татьяна, Олга,                                           |
| Действие I   | Картина 1 | No. 1   | Квартет Анданте кон мото                     | Они поют, и я певала Татьяна, Олга, Ларина, бавачката.                 |
| Действие I   | Картина 1 | No. 2   | Хор Адажио                                   | Болят мои скоры ноженьки со походушки Хор                              |
| Действие I   | Картина 1 | No. 2   | Танц на селяни Модерато асаи                 | Уж как по мосту, мосточку Хор                                          |
| Действие I   | Картина 1 | No. 3   | Сцена Анданте                                | Как я люблю под звуки песен этих Татяна, Олга                          |
| Действие I   | Картина 1 | No. 3   | Ариозо на Олга Анданте мосо                  | Я не способна к грусти томной Олга                                     |
| Действие I   | Картина 1 | No. 4   | Сцена Анданте                                | Ну ты, моя вострушка Ларина, бавачка, Татяна, Олга, хор                |
| Действие I   | Картина 1 | No. 5   | Сцена Модерато                               | Mesdames! Я на себя взял смелость Ленски, Онегин, Ларина, Татяна, Олга |
| Действие I   | Картина 1 | No. 5   | Квартет Анданте                              | Скажи, которая Татьяна? Ленский, Ольга, Онегин, Татьяна                |
| Действие I   | Картина 1 | No. 6   | Сцена Модерато                               | Как счастлив, как счастлив я Ленски, Олга, Онегин, Татяна              |
| Действие I   | Картина 1 | No. 6   | Ариозо на Ленски Листесо темпо               | Я люблю вас, я люблю вас, Ольга Ленски                                 |
| Действие I   | Картина 1 | No. 7   | Заключителна сцена Модерато                  | А вот и вы! Ларина, бавачката, Ленски, Онегин                          |
| Действие I   | Картина 2 | No. 8   | Интродукция и сцена с бавачката Анданте мосо | Ну, заболталась я бавачката, Татяна                                    |
| Действие I   | Картина 2 | No. 9   | Сцена с писмото Анданте кон мото             | Пускай погибну я, но прежде Татяна                                     |
| Действие I   | Картина 2 | No. 10  | Сцена Модерато асаи                          | Ах! Ночь минула Татяна, бавачката                                      |
| Действие I   | Картина 2 | No. 10  | Дует Алегро модерато                         | Ах, няня, сделай одолженье Татяна, бавачката                           |
| Действие I   | Картина 3 | No. 11  | Хор на девойки Алегро модерато               | Девицы, красавицы Хор                                                  |
| Действие I   | Картина 3 | No. 12  | Сцена Модерато мосо                          | Здесь он, здесь Евгений! Татьяна, Онегин                               |
| Действие I   | Картина 3 | No. 12  | Ария на Онегин Анданте нон танто             | Вы мне писали, не отпирайтесь Онегин                                   |
| Действие II  | Картина 1 | No. 13  | Антракт Анданте нон танто                    |                                                                        |
| Действие II  | Картина 1 | No. 13  | Валс със сцена и хор Темпо ди валсе          | Вот так сюрприз Хор на гости, ротният, Онегин, Ленски                  |
| Действие II  | Картина 1 | No. 14  | Сцена Андантино                              | Ужель я заслужил от вас насмешку эту? Ленски, Олга, Онегин, хор, Трике |
| Действие II  | Картина 1 | No. 14  | Куплети на Трике Андантино                   | Какой прекрасный этот день Трике, хор                                  |
| Действие II  | Картина 1 | No. 15  | Мазурка Темпо ди мазурка                     | Messieurs! Mesdames! Ротният, Онегин, Ленски, хор, Ларина              |
| Действие II  | Картина 1 | No. 15  | Сцена Молто мено мосо                        | Ты не танцуешь, Ленский? Онегин, Ленски                                |
| Действие II  | Картина 1 | No. 16  | Финал Анданте                                | В вашем доме! Ленски, Онегин, Татяна, хор, Ларина, Олга                |
| Действие II  | Картина 2 | No. 17  | Интродукция и сцена Анданте                  | Ну, что же Зарецки, Ленски                                             |
| Действие II  | Картина 2 | No. 17  | Ария на Ленски Andante quasi Adagio          | Куда, куда, куда вы удалились Ленски                                   |
| Действие II  | Картина 2 | No. 18  | Сцена на дуел Алегро модерато                | А, вот они! Зарецки, Онегин, Ленски                                    |
| Действие III | Картина 1 | No. 19  | Полонез Модерато. Темпо ди Полака            |                                                                        |
| Действие III | Картина 1 | No. 20  | Сцена Листесо темпо                          | И здесь мне скучно! Онегин, хор, Татяна, Гремин                        |
| Действие III | Картина 1 | No. 20  | Екосез Алегро виво                           |                                                                        |
| Действие III | Картина 1 | No. 20a | Ария на княз Гремин Анданте состенуто        | Любви все возрасты покорны Княз Гремин                                 |
| Действие III | Картина 1 | No. 21  | Сцена Модерато                               | Итак, пойдем, тебя представлю я! Гремин, Онегин                        |
| Действие III | Картина 1 | No. 21  | Ариозо на Онегин Алегро модерато             | Ужель та самая Татьяна Гремин, Татьяна, Онегин                         |
| Действие III | Картина 1 | No. 21  | Екосез Алегро виво                           |                                                                        |
| Действие III | Картина 2 | No. 22  | Заключителна сцена Модерато                  | О! Как мне тяжело Татяна, Онегин                                       |

## Постановки в България
За първи път музиката на „Евгений Онегин“ се изпълнява през 1908 г. под диригентската палка на Тодор Хаджиев. Първата постановка на „Евгений Онегин“ в България е представена от Оперната дружба, предшественик на Софийската опера, през 1919 г. с диригент Тодор Хаджиев и режисьор Христо Попов.
След прекъсване от десетки години операта „Евгений Онегин“ е отново на софийската сцена през 2013 г. Представлението е съвместна продукция с Букурещката национална опера, поставено от румънския оперен и театрален режисьор Йон Карамитру, с диригент Григор Паликаров.
През 2016 г. в театъра има нова международна постановка на „Евгений Онегин“. Тя следва първоначалното желание на Чайковски, операта да се изпълнява от млади певци. Средната възраст на участниците в спектакъла, които са от България, Русия, Румъния и Китай, е 29 години. Дирижира Заурбек Гугкаев, един от известните и талантливи диригенти в Русия, музикален консултант е Лариса Гергиева, вокален педагог и ръководител на Академията за млади оперни певци при Мариинския театър, режисьор е Вера Петрова.

## Записи
- 1936, постановка на Болшой театър, диригент Васили Неболсин
- 1948, постановка на Болшой театър, диригент Александър Орлов
- 1956, постановка на Болшой театър, диригент Борис Хайкин
- 1974, постановка на Кралската опера в Ковънт Гардън и хор Джон Алдис, диригент сър Джордж Шолти
- 1987, постановка на Дрезденската щатскапела и Лайпцигски радиохор, диригент Джеймс Ливайн
- 1993, постановка на Парижки оркестър и Санктпетербургски камерен хор, диригент Семьон Бичков
- 2007, постановка на Метрополитън опера, диригент Валерий Гергиев (DVD запис на 24 февруари 2007 г. на живо предаване за кинотеатри)
- 2011, постановка на Кралския оркестър Консертгебау, диригент Марис Йансонс
- 2013, постановка на Метрополитън опера, диригент Валерий Гергиев (DVD запис на 5 октомври 2013 г. на живо предаване за кинотеатри)[14]